# Папа Роман
Папа Роман (умро новембра 897) је био 114. папа од августа до новембра 897. године.

## Биографија
Роман је рођен у Галесу код Чивита Кастелане који је тада био део Папске државе. Наводно је био нећак папе Марина I. Отац му се звао Константин. На место кардинала Светог Петра налазио се пре доласка на папску столицу. Наследио је папу Стефана VI кога су незадовољни грађани Рима убили због судског поступка против покојног папе Формоза. Роман је поништио све одлуке свога претходника. Хроничар Флодоард, Романов савременик, сматрао га је племенитим папом. Међутим, историчар из 15. века, Бартоломео Платина, осудио га је због поништавања одлука свога претходника. Роман је умро у новембру 897. године из непознатих разлога. Претпоставља се да је могао бити смењен од стране присталица свог претходника, папе Стефана. 